# アスプローバ
アスプローバ株式会社（英：Asprova Corporation）は、東京都品川区に本社を置く日本のソフトウェア企業である。

## 概要
1994年に日本初の生産スケジューラ専門会社「株式会社スケジューラー研究所」として設立され、以来、生産スケジューリングシステム「Asprova（アスプローバ）」の開発・販売に特化して事業を展開している。同社は情報通信業に分類され、SCM（サプライチェーン管理）や生産スケジューリング分野のソリューション提供を事業内容としている。代表取締役社長は田中智宏（たなか ともひろ）で、創業者は高橋邦芳（たかはし くによし）である。コーポレートミッションは「最適な生産スケジューリングで、ものづくりの喜びと社会の豊かさを支えます」と定められている。
Asprovaは製造業向けの生産計画立案ソフトウェアであり、工場の様々な制約条件を考慮して最適な生産スケジュールを自動で作成し、工程間の過不足を排除した計画を出力することができる。国内の製造業で幅広く利用されており、日本国内の生産スケジューラ市場でトップシェアを占める製品として知られる。製造業の生産現場にデジタル技術をいち早く導入した例として評価が高く、2018年には同社の開発チームが「ものづくり日本大賞」において経済産業大臣賞を受賞するなど国内外で多数の賞を受けている。また、同社の生産スケジューラは発売以来順調に普及し、2020年代までに世界累計で3,000サイト以上の導入実績を持つに至っている。

## 沿革

### 1990年代
- 1994年2月1日：高橋邦芳により「株式会社スケジューラー研究所」として創業。国内初の生産スケジューラ開発・販売専門企業としてスタート
- 1990年代後半：独自開発製品「Asprova」を完成
- 1996年：本社を東京都品川区平塚へ移転
- 1997年：資本金を2,000万円に増資
- 1999年：社名を「アスプローバ株式会社」に改称

### 2000年代
- 2005年：中国・北京に現地法人を設立[7]
- 2006年：韓国に現地法人を開設
- 2007年：ドイツ（当初 Asprova AG、現 Asprova GmbH）に欧州拠点を設立[8]・上海市に営業所を開設・東京工業大学蔵前工業会「蔵前ベンチャー賞奨励賞」受賞[9]・Japan Venture Awards起業家部門奨励賞受賞[10]
- 2008年：上海営業所を「派程(上海)軟件科技有限公司」として子会社化・SCSK（当時：住商情報システム）とSAP NetWeaver xMII連携ソリューションを共同開発し、SAP認定を取得[11]

### 2010年代
- 2010年：米国メリーランド州に Asprova USA, Inc. を設立[12]
- 2010年：マレーシア・クアラルンプールに Asprova Asia Sdn. Bhd. を設立[13]
- 2010年：サプライチェーン管理製品「Asprova SCM」をリリース
- 2011年前後：中国商用ソフトウェア賞 SCM分野 TOP10など複数受賞[14]
- 2012年：本社を東京都品川区西五反田（KDX五反田ビル）へ移転[15]
- 2013年：ポーランド国際見本市で金賞受賞[16]
- 2015年：「日食優秀食品機械資材・素材賞」受賞[17]
- 2019年：創業者・高橋邦芳が代表取締役会長に、田中智宏が代表取締役社長に就任

### 2020年代
- 2022年：オプション機能 Solver をリリース
- 2024年：Webアプリ「Asprova My Schedule」をリリース
- 2024年：スキル管理システム「Skillnote」との連携を開始
- 2024年：自動車部品業界向け最適化AIパッケージ「Asprova Auto MPS」を発売
- 2025年：組立ライン向け「Asprova Auto Assembly」、成形加工工程向け「Asprova Auto Mold」を発売

## 製品
同社の主力製品である「Asprova」は、製造ラインの各設備や要員に対する日程計画を秒単位の精度で立案でき、各作業の開始・終了時刻や段取り替えを考慮した実行可能な指示をガントチャート形式で出力する 。これにより、従来はベテラン計画担当者の経験と勘に頼っていた生産日程の調整をシステムが自動化し、短納期対応や在庫削減、稼働率向上などを実現するツールとして機能する 。日本国内で導入された生産スケジューラ製品としては標準的な存在であり、「国内トップブランドの生産スケジューラ」として計画業務の効率化による製造DXへの貢献が謳われている 。
Asprovaは基本モジュールに加えて、追加オプションや関連製品をラインナップしている。たとえば「Solverオプション」はAI（人工知能）技術を活用して生産計画の最適化を自動で行う機能で、計画担当者が評価指標を設定するだけで納期遅延最小化などの目標に沿ったスケジュールを高速に生成できる。「Asprova My Schedule」は2024年にリリースされたWebアプリケーションであり、現場の端末（PCやタブレット）から生産計画の参照や実績データ入力を可能にする。これにより、生産管理部門が作成した計画を現場作業者とリアルタイムに共有し、進捗の見える化やフィードバックの迅速化が図られている。
2013年時点で日本国内シェア58.4%を占め 、2010年代を通じて国内シェアNo.1の地位を維持してきた。2020年3月末には全世界で累計3,000サイトのライセンス出荷を達成し 、その後も増加を続けている。2025年5月現在の公式発表によれば、日本国内で2,674サイト、海外で1,168サイトの導入実績があり 、全世界合計で3,800サイト以上に達する。

## 拠点

### 国内拠点
- 本社：東京都品川区西五反田7丁目 KDX五反田ビル
- 大阪支店：大阪市福島区（西日本地区の営業・サポート拠点）

### 海外拠点
- 中国：派程(上海)軟件科技有限公司（上海市）・駐在事務所（深圳市）
- 韓国：Asprova Korea（ソウル特別市、2006年設立）
- ドイツ：Asprova GmbH（ヘッセン州ヴェッツラー）
- 米国：Asprova USA, Inc.（メリーランド州ボウイ）
- 東南アジア：Asprova Asia Sdn. Bhd.（マレーシア・クアラルンプール）
- その他：タイ、台湾、欧州各国に代理店網を展開（約20か国で販売・サポート体制）[22]

## 関連会社・パートナー企業
アスプローバ株式会社は独立系のソフトウェアベンダーであり、大企業の傘下には属していない。そのため、自社製品の販売や導入支援においてはパートナー企業（販売代理店やSI企業）との協業体制が重要な位置を占める。同社ではパートナー企業による代理店販売を基本戦略としており、日本国内および海外の各市場で複数の販売パートナーと提携している 。例えば、日本国内ではキヤノンITソリューションズや日立産業制御ソリューションズ、SCSKなど、大手IT企業がAsprovaの販売・導入支援パートナーとなっている 。これらのパートナー企業は、基幹システム提案の一環としてAsprovaを組み込んだソリューションを提供し、導入時のカスタマイズや他システムとの連携開発をサポートしている。アスプローバ社自身も公式にパートナープログラムを設けており、新規パートナーの募集や技術研修を通じて販路拡大と顧客支援力の強化を図っている。
技術面での協業としては、他社ソフトウェアとの連携ソリューション提供が挙げられる。2008年にはウイングアーク社と協業し、自社のAsprovaとウイングアークの帳票基盤ソフト「SVF（Super Visual Formade）」を連携させて、生産計画から現場への作業指示帳票を迅速に発行できるソリューションを発表した。これにより、秒・分単位の詳細な生産スケジュールに対応した帳票をボタン一つで出力し、現場への指示伝達を効率化する仕組みを提供している。同様に、ERPやMESとのデータ連携にも注力しており、前述のSAPとの連携ソリューション（SAP ERP + AsprovaのxMII連携） や、自社開発のスケジューラ連携ビューア「Asprova MES」（2003年提供開始） など、上位・下位システムとのインターフェースを拡充してきた。近年では2024年にスキルノート（Skillnote）社との提携を行い、Skillnoteが提供する製造現場のスキル管理システムとAsprovaを連動させるサービスを開始した。この連携により、各作業者の技能データを生産スケジュールに反映し、人員配置計画の最適化や要員育成計画の立案支援を実現している。こうしたパートナー企業との協業は、Asprova単体では提供しきれない周辺機能を補完し、顧客に対する付加価値を高める狙いがある。